# 海底平頂山

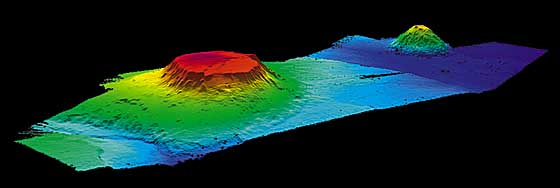
熊海底山（Bear Seamount），為海底平頂山

海底平頂山（guyot或tablemount），是平頂的海底山。有證據顯示海底平頂山曾經在海平面上，並漸漸依不同階段下沉，有岸礁山（fringed reefed mountain）、珊瑚島，最後成為海底平頂山。海底平頂山在太平洋十分常見，被認為是死火山。夏威夷－皇帝海山鏈（Hawaiian-Emperor seamount chain）是一個整個火山鏈經歷以上過程的很好例子，當中有不少海底平頂山的例子。

## 發現及相關理論
海底平頂山首先由哈里·哈蒙德·赫斯（Harry Hammond Hess）確認。赫斯當時在第二次世界大戰帶領一艘船以迴聲測深儀收集資料。資料顯示海底情況，而他發現部分海底山有平頂的情況。普林斯頓大學的地質大樓的英文名字為“Guyot Hall”（以十九世紀地理學家阿諾德·亨利·居約（Arnold Henry Guyot）命名）。由於此大樓的頂部亦為平頂，赫斯便因其相似性而取海底平頂山的英文名字為“Guyot”。赫斯假設海底平頂山曾經為火山島，頂部因為波浪作用而磨平，而現在已經在深海中了。這個理論加固了板塊構造論的可信性。

## 外部連結
- Wilde guyot map from Texas A&M